# 王汝南
王汝南（おう じょなん、ワン・ルゥナン、1946年9月2日 - ）は、中国の囲碁棋士。安徽省出身。中国囲棋協会所属、八段。陳祖徳、呉淞笙らとともに、現代中国囲碁界の牽引者として活躍。2003-07年に中国棋院院長。
中国囲棋協会副主席、中国棋院技術顧問。

## 経歴
14歳で安徽の囲棋集中訓練隊に学ぶ。1962年の全国囲棋個人戦に15歳で初出場、2位となった陳祖徳を破る。1964年5位。同年、日中囲碁交流で中国代表団として訪日。1965年から正式に国家チーム入り。全国囲棋個人戦では1975年準優勝。1982年にプロ棋士八段に認定される。2000年、三星火災杯世界オープン戦に中国代表として出場、徐奉洙に敗れる。2006年、中日韓囲棋元老戦出場。
中日友好囲碁会館館長。1991年から中国囲碁協会副主席。1992年に中国棋院設立時に副院長となり、2003年に陳祖徳の後を継いで院長就任。2007年に定年により退任。
その他、青少年工作委員会主任、中国象棋協会主席、『中国囲棋年鑑』編集委員会副主任などを勤める。趣味は文化大革命の時期に凝ったという卓球。

## 主な棋歴
- 全国囲棋個人戦
  - 1964年 5位
  - 1966年 4位
  - 1973年 4位
  - 1975年 2位
  - 1979年 3位
- 新体育杯戦
  - 1979年4位
- 元老戦
  - 1996年 準優勝
  - 1998年 準優勝

- 日中囲碁交流
  - 1964年 4-5（×小林禮子）
  - 1965年 4-2-1
  - 1966年 3-2（○梶原武雄(定先)）
  - 1974年 3-4
  - 1976年 2-4-1（○淡路修三、○橋本宇太郎(定先)）
  - 1978年 1-1（○淡路修三、×山城宏）
  - 1983年 1-1（×苑田勇一、○山城宏）
- プロ囲碁ペア戦
  - 2002年 7位（陳彗芳とペア）
  - 2005年 ベスト4（孔祥明とペア）

## 著書
- 『奕坛争覇三十年』